# Cuevas Prehistóricas de Yagul y Mitla
Las Cuevas Prehistóricas de Yagul y Mitla son un área arqueológica situada en el Valle de Tlacolula (subprovincia de los Valles Centrales de Oaxaca), en el estado de Oaxaca, México, más propiamente llamadas "Cuevas Prehistóricas del Valle de Tlacolula". Comprende una serie de valles y montañas menores pertenecientes a la Sierra Mixe, dentro de las cuales existe un gran número de cuevas prehistóricas, refugios rocosos de ocupación humana y evidencia de domesticación prehistórica de diferentes especies de plantas como el maíz, calabaza y chile. 
La ocupación del sitio inició poco antes del final de la Edad de Hielo, aproximadamente en el año 10.000 a. C.. En algunas de las cuevas se han encontrado restos arqueológicos, utensilios y materiales, así como vestigios de arte rupestre que son testimonio de la vida de los primeros agricultores sedentarios del continente que abrió paso al desarrollo de las civilizaciones mesoamericanas. 
El sitio arqueológico que incluye la zona de cuevas, y el área arqueológica vecina de Yagul fueron nombradas Patrimonio Mundial de la Humanidad por la Unesco en 2010, bajo el nombre "Cuevas Prehistóricas de Yagul y Mitla en los Valles Centrales de Oaxaca". 

## Localización
Las Cuevas Prehistóricas de Yagul y Mitla se encuentran entre las áreas arqueológicas de Yagul y Mitla (de ahí el nombre), al sur de México, en el centro del estado de Oaxaca. Se encuentran a 36 km de la ciudad de Oaxaca de Juárez, y para acceder a ellas hay que viajar a través de la carretera federal Oaxaca-Tehuantepec y detenerse a la mitad del camino entre los pueblos de Tlacolula de Matamoros y San Pablo Villa de Mitla. El sitio abarca prácticamente toda la cadena montañosa ubicada entre estos dos pueblos. 
La zona arqueológica de Yagul se encuentra al costado de la carretera federal 190 con destino a Tehuantepec, al inicio del área de cuevas, a 500 m. de distancia del pueblo de Tlacolula de Matamoros, y fue incluida por la Unesco dentro del área de protección. 
La zona arqueológica de Mitla se encuentra dentro de la población de San Pablo Villa de Mitla. Es la zona más turística de la región al tratarse de una de las áreas arqueológicas más importantes del país; sin embargo no pertenece al área de protección por la Unesco, si bien el nombre similar de ambos sitios suele generar confusión en los visitantes. 

## Descripción del sitio
El área de protección por la Unesco abarca 1515.17 ha. en una única área núcleo. El conjunto posee tres zonas principales: la ciudad de ocupación zapoteca de Yagul construida entre los años 750 y 1500 d. C. (si bien es resultado de una ocupación desde el año 3 000 a. C.), el complejo arqueológico de Caballito Blanco que es una zona más antigua con una gran cantidad de pinturas rupestres y edificios menores, y la llamada zona de Guilá Naquitz de ocupación prehistórica, donde se encuentra la mayor cantidad de cuevas y evidencias de domesticación del maíz, y que recibe su nombre por la cueva principal. 
La zona pertenece al "Valle Intermontano de Tlacolula", una subprovincia de los Valles Centrales de Oaxaca cercana a la Sierra Madre del Sur. La edad de formación del relieve pertenece a la Era Cenozoica, entre 30 y 40 millones de años atrás; se trataba de una importante zona volcánica, que se pone de manifiesto en el suelo, rico en minerales, cuarzo y pedernal, este tipo de roca fue utilizada ampliamente para la fabricación de utensilios. La zona está a la mitad de una cuenca hidráulica, lo que le da una posición ventajosa sobre otros lugares semidesérticos de la región, formando más propiamente un bosque caducifolio y en la región se pueden observar pequeños ríos y arroyos.
La ciudad de Yagul es una zona arqueológica zapoteca fortificada, contiene una zona de edificios y tumbas construidos entre los años 750 y 1 500 d. C. Nació tras la caída de Monte Albán, y destaca por la presencia de murales en pisos y muros. La estructura más sobresaliente es el Palacio de los Seis Patios (también llamada El Laberinto) que contiene una zona de columnas y patios conectados. Es una de las ciudades más importantes de la cultura zapoteca, y su época de mayor esplendor se ubica en el Periodo Posclásico Mesoamericano. La zona arqueológica tiene una zona de acceso, por lo que puede ser visitada de lunes a domingo de 08:00 a 17:00 horas.
En su totalidad, las Cuevas Prehistóricas de Yagul y Mitla están formadas por al menos 147 cuevas de ocupación asociada a la agricultura, y en casi la mitad de ellas hay presencia de pinturas rupestres o petroglifos. La mayoría de las cuevas se encuentran en buen estado de conservación gracias a su aislamiento, sin embargo algunas han sido dañadas en torno a la agricultura moderna y la ganadería. Tal nivel de concentración, hace posible que las cuevas sean visibles a distancia, a través de la carretera federal. Destacan en la zona: 
- El área del Caballito Blanco, donde se pueden encontrar pinturas rupestres en tonos blancos y ocre, así como una importante zona de petroglifos y grabados en roca que parecen hacer alusión a murciélagos o a la deidad murciélago. Existe una cueva con un piso de petroglifos que hace pensar en un uso ceremonial de élite, por lo que se cree pertenece una época más tardía, en la era de esplendor zapoteca de Yagul.

- La Cueva de Guilá Naquitz perteneciente a la zona homónima, es una pequeña cueva situada a 1926 metros sobre el nivel del mar, es el sitio donde se iniciaron los estudios de las cuevas propiamente dicho en la época de 1960, y que abrió la puerta al descubrimiento de más sitios. Por su aislamiento y condiciones climáticas, en ella fue posible encontrar una considerable cantidad de especies vegetales antiguas. Es de importancia al tener evidencia de ocupación por pequeños grupos humanos en diferentes épocas, principalmente en la Época Arcaica. En ella se pudo constatar la presencia de cúmulos de plantas probablemente utilizados para dormir (principalmente hojas de encino que formaban un colchón), los restos de un pozo de almacenamiento de agua poco profundo, y una cocina prehistórica al final de la cueva. Parecía ser un sitio donde los primeros hombres partían para la recolección de frutos silvestres y actividades propias de la caza. Se encontraron restos de ciervo y conejo y una gran cantidad de restos vegetales, así como el almacenamiento de más de 3000 semillas, que habla de una sociedad antigua estable y sin escasez.

- La Cueva Blanca es el sitio de evidencia humana más antigua, propio del periodo Paleoamericano. Durante este periodo se desarrolló la fabricación herramientas de pedernal y otros tipos de piedra, encontrándose importantes diferencias entre los utensilios hechos para hombres y mujeres, que habla de la división de tareas en la sociedad. También se encontró la presencia de herramientas mayores propias de la caza. Se encontraron fragmentos óseos divididos de forma deliberada y modificaciones menores dentro de la cueva.

- El Sitio de Gheo Shih, es un área al campo abierto cercana al río Mitla, que da pistas sobre el aprovechamiento de mezquites y recursos de la zona, así como de la caza menor. Existe un cúmulo de piedras alineadas de forma paralela de 20 metros de longitud, parecidas a un camino, usadas probablemente con fines rituales.

- La Cueva de la Paloma es una caverna de grandes dimensiones. En ella se encuentra un cúmulo de piedras en forma de fogata y se encontraron restos de cerámica y pedernal. Las paredes están decoradas por dos pinturas antropomorfas, una con una lanza, y otra con un penacho ornamental, y otra de un ave con una lanza atravesada.

- La Cueva de Abrigo Banco de Sílex es un sitio con evidencia de explotación arcaica de pedernal al aire libre, modificado en los alrededores para su mejor utilización, creando inclusive una pendiente para su mejor acceso. También existe otro sitio llamado Guigósj, donde se pone en evidencia este tipo de explotación de piedras y minerales.

- La Cueva de los Machines es una de los sitios de mayor altura y con mayor concentración de pinturas rupestres, hechas en tonos rojos. Los diseños varían desde humanos, felinos, diseños acuáticos, manos en técnica negativa, diseños abstractos y planetas y otras figuras celestiales.

## Domesticación de plantas
La esencia de la importancia de esta área arqueológica radica en la modificación evolutiva del entorno natural a través de las diferentes épocas de ocupación humana. En el sitio se puede observar una gran cantidad de plantas nativas de uso humano y evidencia de domesticación temprana. La modificación del medio ambiente y del entorno ecológico por el humano desde el 10 000 a. C. forma un paisaje cultural único en el continente americano. 
Se calcula que desde su ocupación, el 90 % de las especies de vegetales tenían algún tipo de uso por el humano. Los mayormente descritos son el maíz y la calabaza, que fueron la subsistencia de las comunidades prehispánicas, sin embargo casi cualquier planta encontrada en el área tenía algún tipo de uso comestible, ornamental o en la fabricación de utensilios o refugios y hay evidencia temprana de la producción de mezcal.   
Entre las especies utilizadas por el hombre desde tiempos antiguos se encuentran especies de la familia Agave, como es el caso del Agave karwinskii llamado localmente maguey cirial o espadilla (o en zapoteco do-cirrial) que se puede aprovechar para la fabricación de mezcal y en tiempos de escasez era mezclado con la masa del maíz para elaborar alimentos. La especie Salvia hispánica conocida como chía, fue extensamente utilizada como grano y actualmente es utilizada en bebidas, incluso se le mezcla con maíz para crear una bebida local llamada chianzotzolatoli. También hay evidencia de la domesticación de otras plantas de la gastronomía mexicana, como son el chile, aguacate y frijol. Los Valles de Oaxaca junto al Valle de Tehuacán representan los principales sitios de domesticación humana de diferentes especies de chile en el continente. 
El sitio representa una continuidad de cultivo del maíz hasta nuestros tiempos, por lo que a lo largo del territorio se pueden encontrar diferentes plantas de maíz en diferentes estadios de su domesticación evolutiva; así pues puede encontrarse el cultivo actual del maíz, matas de teosinte (o maíz silvestre) y algunos estados intermedios. 
La utilización de todas estas plantas queda ampliamente registrada en las pinturas rupestres y en los petroglifos del área aledaña a Yagul, representada por grabados de maíz y la calabaza, y representación de rituales en torno a los cereales de la zona. Toda esta vegetación también se ha documentado sobre por los pisos y zonas adyacentes a las cuevas. 

## Flora y fauna
El área ha generado atención entre ecologistas y biólogos así como otros sitios de la zona de los Valles Centrales de Oaxaca por su alto nivel de endemismos. El área de protección por la Unesco, se encuentra sobre dos áreas naturales protegidas diferentes. La porción oeste (donde se encuentra la Zona Arqueológica de Yagul y las elevaciones del Caballito Blanco) están protegidos por el Monumento Natural Mitla con administración federal por parte de la Comisión Nacional de Áreas Naturales Protegidas, decretado en 1999. La zona este es un área destinada voluntariamente a la conservación de administración particular, denominada "El Fuerte", que al mismo tiempo se encuentra de forma colindante con dos áreas voluntarias de conservación más: "El Campanario - Laacanloo Cruz" y  Danii Idoo (Cerro Iglesia). En su conjunto las 4 áreas naturales protegidas colindantes, protegen un total de 10 115 ha.  
Entre las especies endémicas de flora se encuentran especies de la familia Agave, la orquídea Barkeria vanneriana, una especie única de ocotillo (Diospyros conzatti), la suculenta Jatropha neopauciflora o sangre de grado, diferentes especies de Justicia dentro de las acantáceas, el palo de noche o nanche rojo (Malpighia mexicana) (el nombre de Yagul proviene del vocablo zapoteca "yagule", o palo seco), la cactácea garambullo blanco (Myrtillocactus schenkii), la rubíacea cruceta (Randia watsonii) y diferentes especies de Yucca. Todas estas plantes fueron aprovechadas por el ser humano de alguna forma. Las especies de árboles están represtadas por los copales (Bursera spp), una especie endémica de mezquite (Prosopis laevigata), el pirú de cerro o hincha huevos (Pseudosmodingium multifolius), el tepeguaje (Lysiloma acapulcensis), especies de higo (Ficus sp), el cazahuate (Ipomea murucoides) y el cacaloxúchil (Plumeria rubra). 
La fauna es propia de los Valles Centrales de Oaxaca, formada por venados, jabalíes, armadillos, conejos, liebres, ardillas, mapaches, tejones, tlacuaches, guajolotes, iguanas, serpientes y diferentes especies de aves, todas estas fueron utilizadas en la antigüedad con fines alimenticios y medicinales, si bien actualmente ya no. Su principal amenaza actual es la eliminación sistemática al considerarse una amenaza en la agricultura. 
Se encuentran varias especies de reptiles endémicos, como el Sceloporus horridus, llamado localmente chintete, lagartija espinosa (Sceloporus spinosus)  y abundantemente Pantherophis obsoletus o serpiente ratonera. 
Las aves están representadas por el colibrí frente verde (Amazilia viridifrons), el pájaro azul (Aphelocoma coerulescens), la aventurilla, el canario, el gorrión (Passerina spp), el cenzontle (Mimus polyglottos), el saltapared, el ala blanca (Senaida asiática), el halcón, la aguililla, el cacalote o quebrantahuesos, (Poliborus plancus) y el zopilote. En algunas temporadas es sitio de avistamiento de aves migratorias gracias al Río Mitla en la época de lluvias, como son las garzas (Cosmerodius balbus) y pelícanos. 
Los mamíferos más comunes son los jabalíes, armadillos, el cacomixtle (Bassariscus astutus), la zorra (Urocyon cinereoargenteus), el zorrillo (Conepatus mesoleucos), el tlacuache (Didelphis marsupialis), la liebre, el conejo (Sylvilagus spp) y el ratón de campo (Reithrodontomys fulvescens).